# Burg Bühringen
Die Burg Bühringen, auch falsch als Burg Überkingen bezeichnet, ist eine abgegangene Spornburg auf einem 701 m ü. NN hohen Felssporn der Burghalde über dem Zusammenfluss des Rötelbachs in die Fils unweit des Ortes Bad Überkingen im Landkreis Göppingen in Baden-Württemberg.

## Geschichte
Die Burg wurde um das Jahr 1250 von den Grafen von Helfenstein erbaut und war der Sitz deren Ministerialen. Sie sind im Jahr 1258 erstmals mit den Rittern Albrecht, Ulrich und Heinrich von Überkingen urkundlich erwähnt. Im Jahr 1363 verkaufte Hans von Obenhausen unter anderem die Burg Überkingen an den Grafen Ulrich von Helfenstein, sie war später Alterssitz der Gräfin Maria von Helfenstein, Herzogin von Bosnien, der Witwe des Grafen Ulrich von Helfenstein und wurde nach deren Tod 1403 an die Reichsstadt Ulm verkauft; sie besetzte diese mit einem Vogt. Im Zuge der Bauernkriege wurde die Burg 1525 niedergebrannt und danach von Türkheimer Bürgern fast restlos abgetragen.

## Beschreibung
Der Burgstall, der zum Tal hin durch tiefe Steilwände abgesichert war, zeigt noch zum Plateau hin deutlich drei Gräben und zwei Wälle. Der Halsgraben lässt noch die Fundamente der äußeren Wehrmauern erkennen. Vermutlich haben zwei Gebäude existiert, eventuell auf einem kleinen Sporn auch ein Bergfried, der durch einen Graben abgetrennt war.

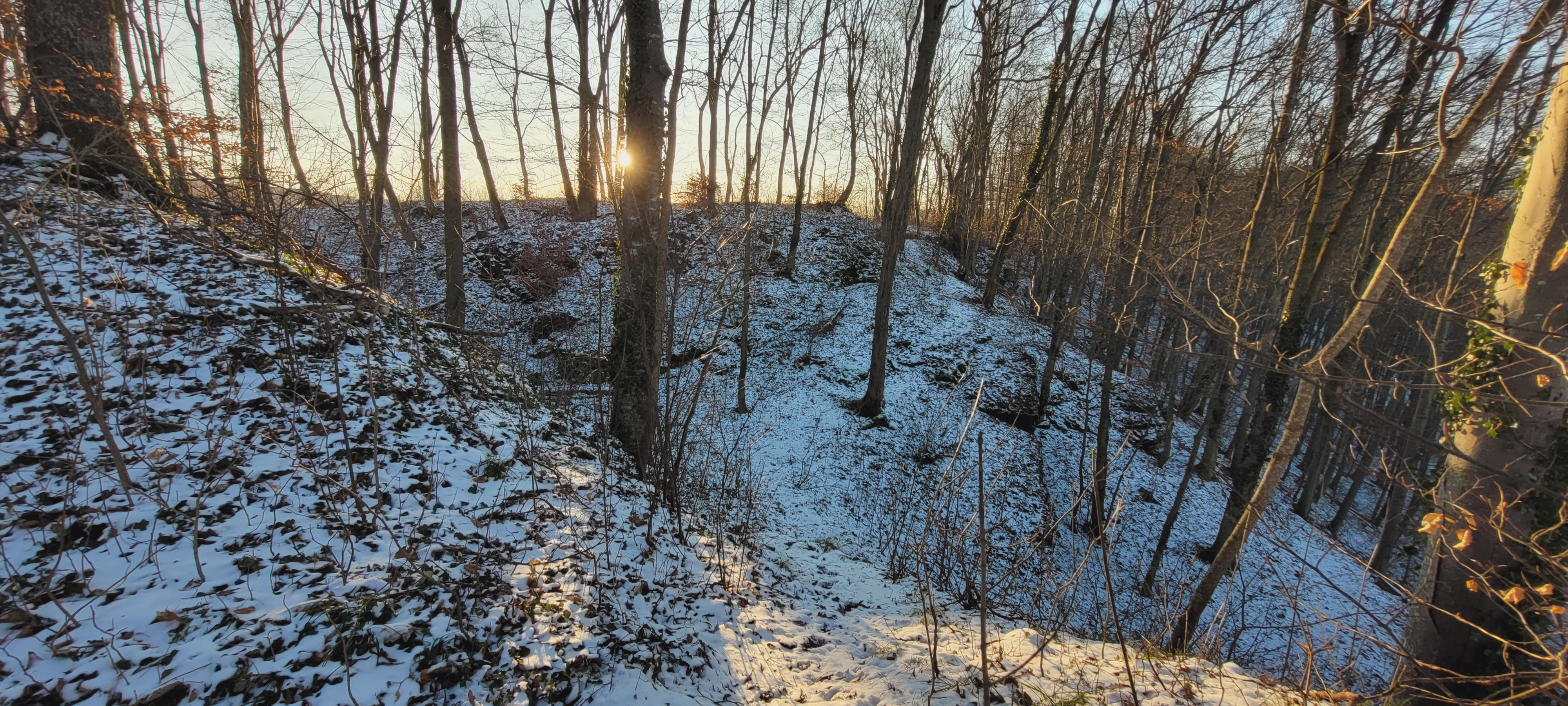
Blick vom Burgfelsen in den inneren am Hang auslaufenden Graben
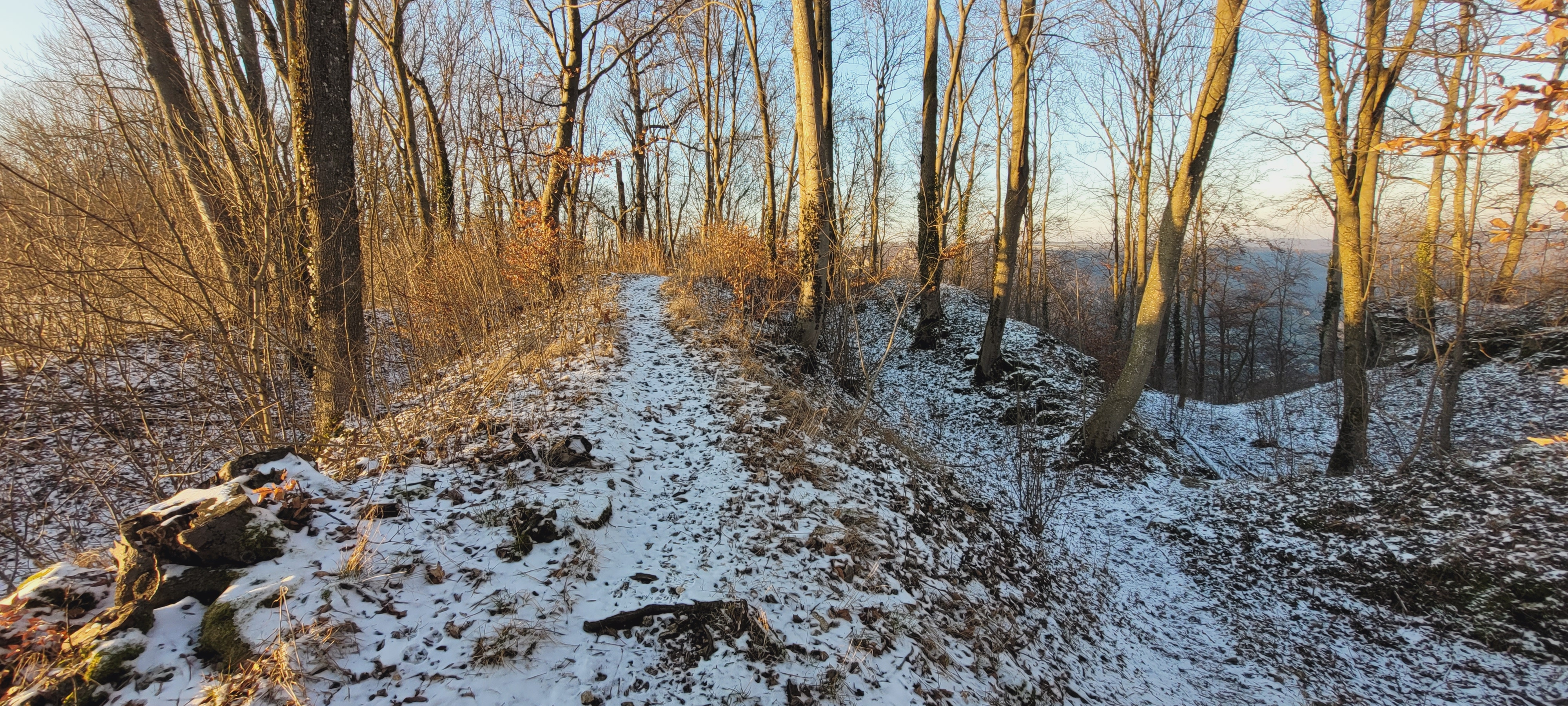
V.li.n.re.: Äußerer Graben, erster Wall, breiterer mittlerer Graben, Beginn innerer Wall
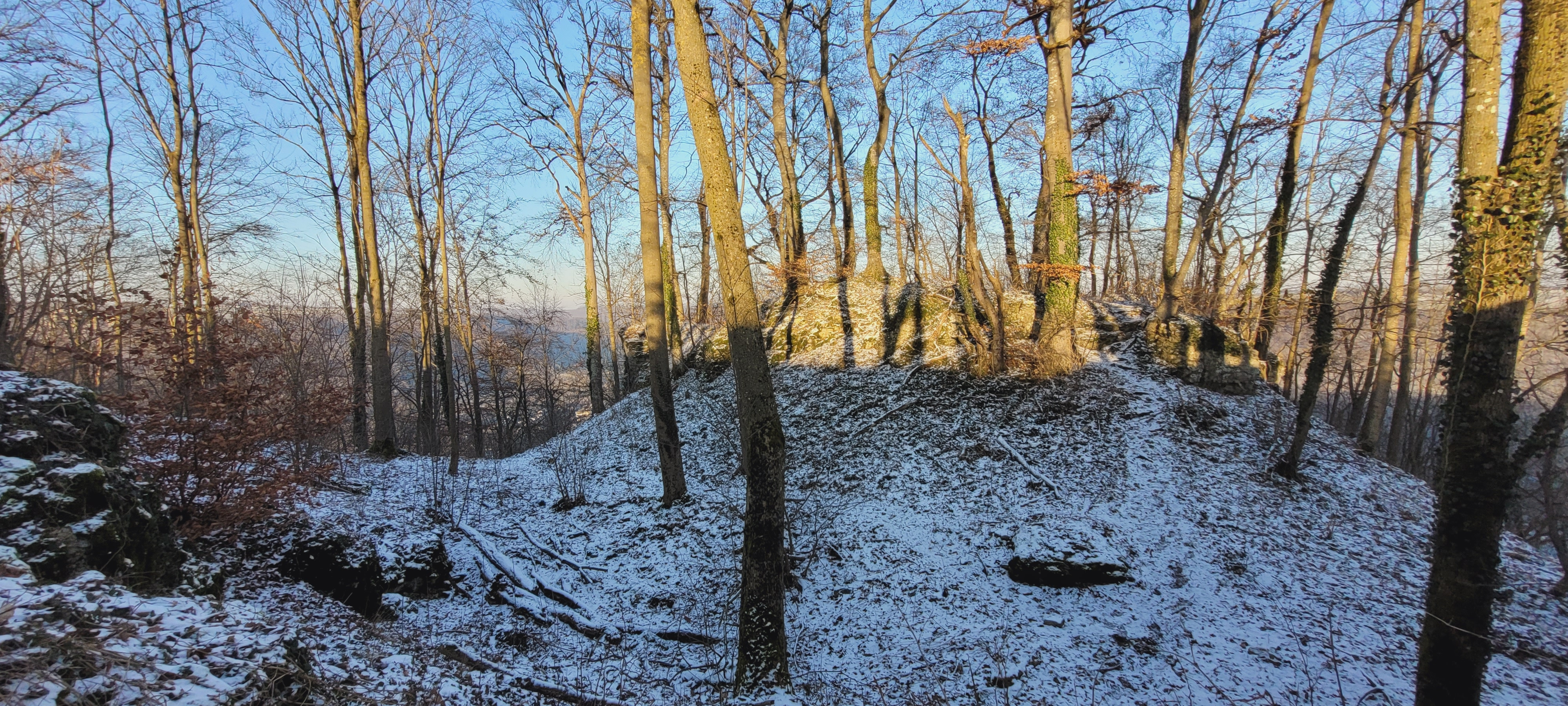
Blick vom inneren Wall auf inneren Graben und Burgfelsen
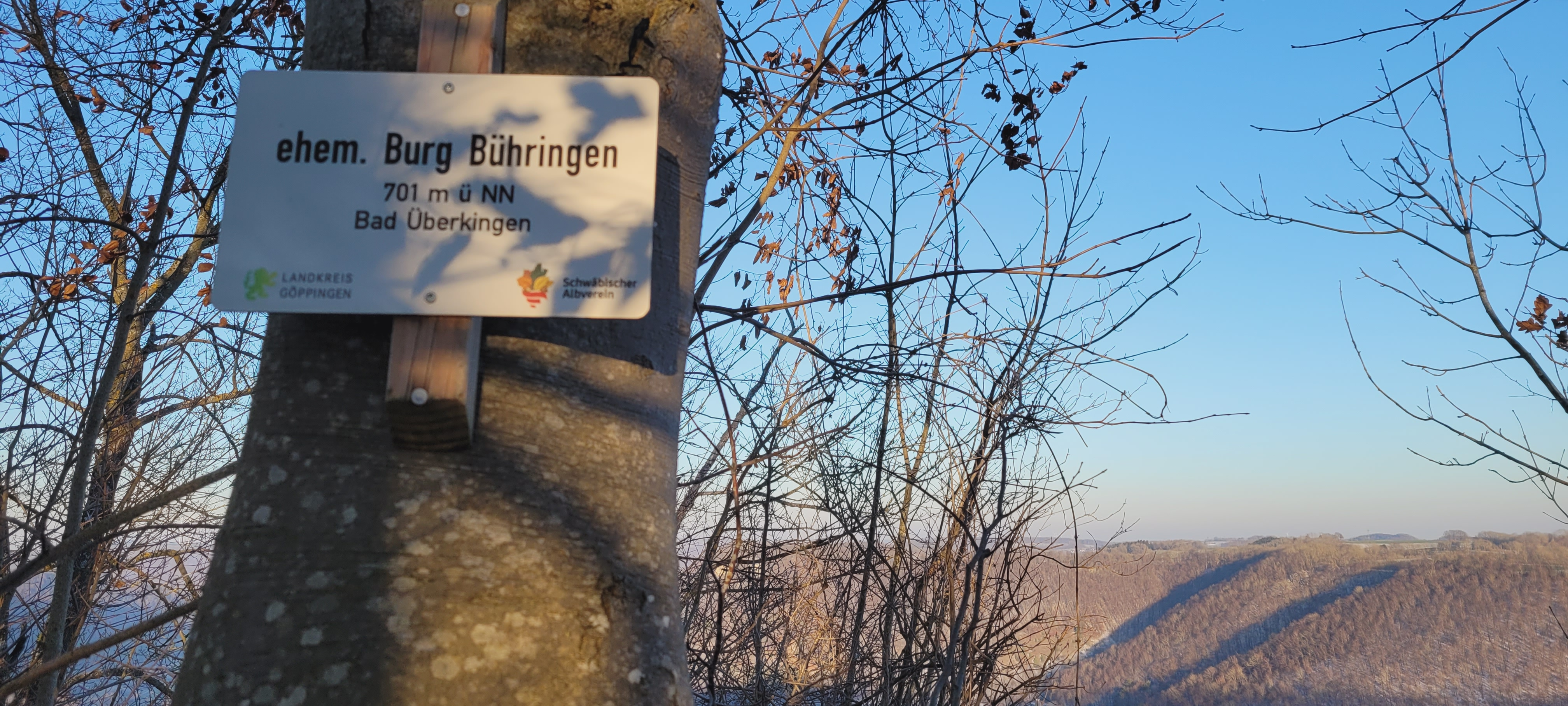
Markierungstafel